# Chipper Jones

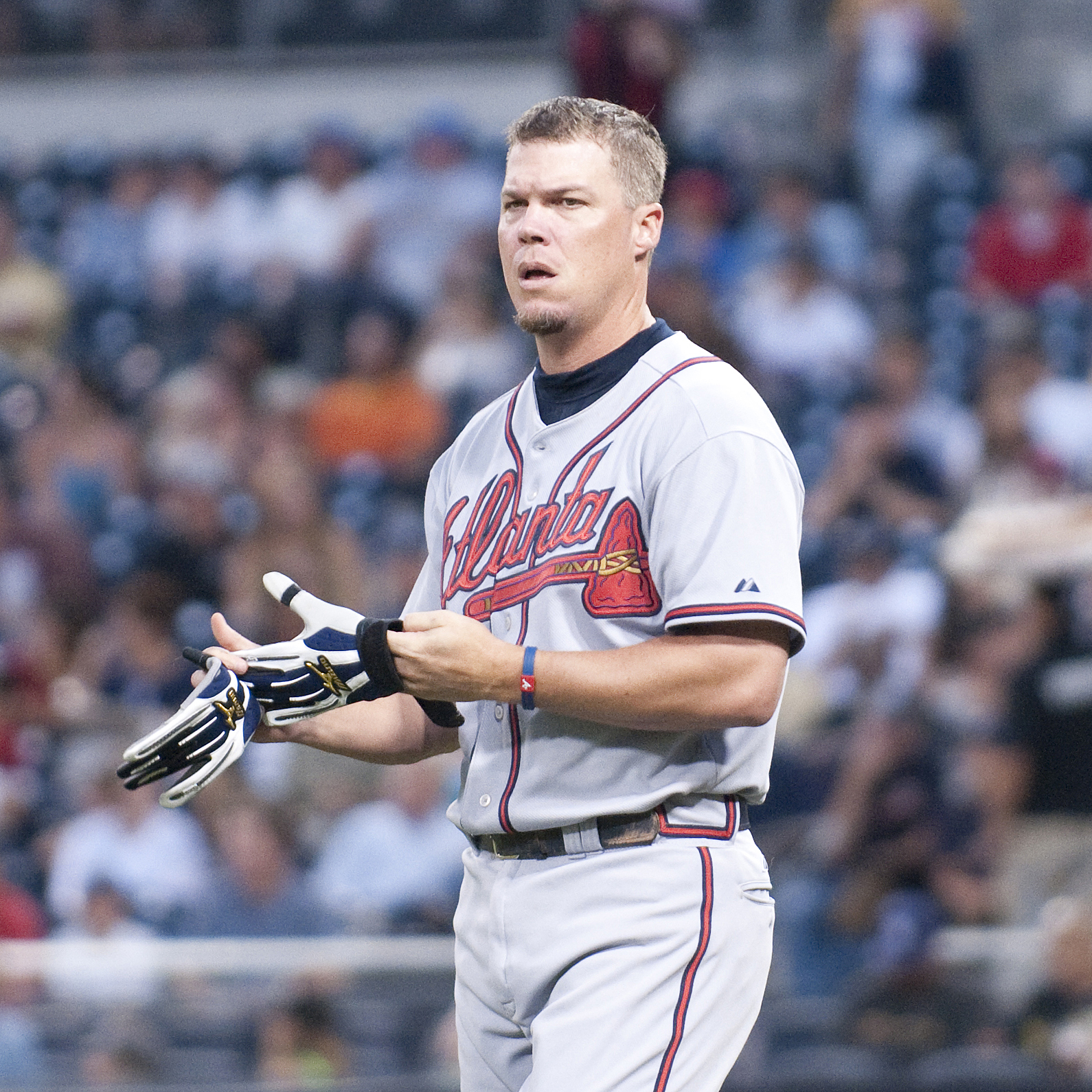
Chipper Jones i Atlanta Braves dräkt 2009.

Larry Wayne "Chipper" Jones Jr, född den 24 april 1972 i DeLand i Florida, är en amerikansk före detta professionell basebollspelare som spelade 19 säsonger i Major League Baseball (MLB) 1993 och 1995–2012. Jones var främst tredjebasman.
Jones draftades av Atlanta Braves i 1990 års MLB-draft och var sedan klubben trogen under hela karriären. Han var knäskadad hela 1994 års säsong.
Jones vann en World Series (1995) och erhöll under sin karriär flera utmärkelser, bland andra National Leagues MVP Award (1999) och två Silver Slugger Awards (1999–2000). Vidare togs han ut till åtta all star-matcher och hade högst slaggenomsnitt i MLB 2008. Den 28 juni 2013 pensionerade Braves hans tröjnummer 10 och den 24 januari 2018 blev han invald i National Baseball Hall of Fame.